# Pterostylis areolata
Pterostylis areolata är en orkidéart som beskrevs av Donald Petrie. Pterostylis areolata ingår i släktet Pterostylis och familjen orkidéer. Inga underarter finns listade i Catalogue of Life.